# ایپسویچ (داکوتای جنوبی)
ایپسویچ(به انگلیسی: Ipswich) شهری در ایالت داکوتای جنوبی کشور ایالات متحده آمریکا است که جمعیت آن در سرشماری سال ۲۰۱۰ میلادی، ۹۵۴ نفر بوده‌است.